# Emil Naetsch
Emil Friedrich Wilhelm Naetsch (* 29. Juli 1869 in Dresden; † 25. November 1946 ebenda) war ein deutscher Mathematiker und Hochschullehrer an der Technischen Hochschule Dresden.

## Leben
Naetsch studierte von 1888 bis 1890 in Dresden und anschließend bis 1893 in Leipzig sowie 1894 in Paris. Er promovierte 1894 an der Universität Leipzig. 1903 wurde er an der TH Dresden apl. Professor, 1909 Honorarprofessor, 1919 außerordentlicher Professor für analytische Geometrie, sphärische Trigonometrie sowie elementare Algebra und Analysis. Er lehrte bis 1935. Im November 1933 unterzeichnete er das Bekenntnis der deutschen Professoren zu Adolf Hitler.

## Schriften
- Zur Theorie der homogenen linearen Differentialgleichungen mit doppeltperiodischen Koefficienten (1894)
- Theorie der elliptischen Funktionen (1913)